# Sant Feliu de Bruguera
Sant Feliu de Bruguera és una obra del municipi de Ribes de Freser (Ripollès) inclosa en l'Inventari del Patrimoni Arquitectònic de Catalunya.

## Descripció
De planta i orientació romànica, té una sola nau de volta apuntada, engrandida a la part de l'atri, a on s'allotja el cor. Té un absis i capelles laterals entre els contraforts. L'interior està arrebossat de blanc, els arcs de les capelles laterals tenen una decoració de falsos arcs puntats, imitant les dovelles de pedra. La volta de l'absis té pintades decoracions de falsos nervis de volta, el fons de l'absis és blanc, el que fa pensar que abans de la reforma litúrgica del Concili Vaticà II, existia algun tipus de retaule, les parets del presbiteri són estucades imitant pedra. Aquesta decoració, per la seva tipologia, deu correspondre a l'època entre les dècades de 1950-1960. L'exterior és de pedra vista i repicada a la façana, fent una lectura arquitectònica d'aquesta, es veu fàcilment la transformació que, en temps passats va sofrir la primitiva església romànica. Té un campanar adossat al qual s'accedeix des del cor, la teulada de l'església unificada amb l'absis, és de teula àrab amb dos vessants.

## Història
L'església, d'origen romànic, va fer d'aglutinant per a la creació del nucli rural de Bruguera.
En el segle xviii, aquesta va ésser engrandida com moltes de la comarca en aquesta època, veient-se fàcilment les traces d'aquestes intervencions.